# Sentimento anticoreano
Sentimento anticoreano ou Coreanofobia envolve ódio ou antipatia direcionada ao povo coreano, à sua cultura ou a qualquer um dos dois países (Coreia do Norte ou Coreia do Sul) na Península da Coreia.

## Origens
O sentimento anticoreano está presente na China, Japão e até mesmo em ambas as Coreias, e origina-se de questões como nacionalismo, política, competição econômica, influências culturais e disputas históricas. O sentimento anti-norte-coreano pode ser mais forte no Japão, na Coreia do Sul e Estados Unidos.

## Sentimento baseado na região

### China
Somando-se a esse sentimento está a alegação de que alguns coreanos operavam a Ferrovia da Morte Birmânia-Sião. Os chineses se referiam aos coreanos como Er guizi.

### Taiwan
Dentro de Taiwan, alguma animosidade existente em relação aos coreanos entre os taiwaneses pode estar presente como resultado da rivalidade entre os dois estados em relação ao beisebol. Em novembro de 2010, cidadãos taiwaneses protestaram contra a desqualificação de um atleta taiwanês de taekwondo nos Jogos Asiáticos de 2010 depois que um árbitro filipino desqualificou o lutador, pedindo um boicote aos produtos sul-coreanos.
Quando a normalização começou, o presidente Roh transferiu o reconhecimento diplomático da República da China para a República Popular da China e confiscou a propriedade da embaixada de Taiwan, transferindo-a para a China.
De acordo com um funcionário do escritório comercial coreano em Taipei, as vendas de produtos coreanos não têm muito sucesso em Taiwan porque "os taiwaneses se sentiram muito traídos depois que a Coréia cortou relações diplomáticas com Taiwan e restabeleceu laços com a China em 1992, porque o povo de Taiwan havia visto a Coréia como um aliado na luta contra o comunismo. . . Agora, porque os dois países têm economias orientadas para a exportação semelhantes e foco nos mesmos sectores de atividade, os taiwaneses veem a Coreia como um grande rival, e acham que perder para a Coréia seria o fim de Taiwan."
Em junho de 2012, o CEO da Foxconn Terry Gou afirmou que tinha "grande estima pelos japoneses (empresários), especialmente aqueles que são capazes de discordar de você pessoalmente e não apunhalá-lo pelas costas, ao contrário do Gaoli bangzi (um calúnia racial para Coreanos) ", gerando polêmica.

### Japão
Historicamente, as relações entre o Japão e a Coréia têm sido ruins.
Durante o grande terremoto Kantō de 1923, danos generalizados ocorreram em uma região com uma população coreana significativa, e muitos dos japoneses locais reagiram exageradamente aos rumores que se espalharam após o terremoto. Após o evento, havia uma percepção comum entre alguns grupos de japoneses de que os coreanos étnicos estavam envenenando poços, eventualmente desencadeando uma série de assassinatos contra os coreanos, onde os japoneses usariam o símbolo de ba bi bu be bo (ば び ぶ べ ぼ) para distinguir coreanos étnicos de japoneses, já que se presumia que os coreanos seriam incapazes de pronunciar a linha corretamente, e em vez disso pronunciá-los como[pa, pi, pu, pe, po].
Os coreanos zainichi no Japão também são publicamente considerados um incômodo e são vistos como propensos a causar problemas e iniciar tumultos, uma visão compartilhada pelo ex-governador de Tóquio, Shintaro Ishihara.
Um dos grupos de extrema direita japoneses, conhecido como Zaitokukai, é organizado por membros na Internet e liderou manifestações de rua contra as escolas coreanas.
Existem controvérsias sobre sequestros de japoneses pela Coreia do Norte, em que cidadãos japoneses foram sequestrados por agentes norte-coreanos durante as décadas de 1970 e 1980.
Em 9 de agosto de 2011, mais de 2.000 manifestantes protestaram em frente à sede da Fuji TV em Odaiba, Tóquio, contra a transmissão de dramas coreanos. Mais cedo, em julho de 2011, o conhecido ator Sousuke Takaoka foi demitido de sua agência, Stardust Promotion, por tweetar críticas contra o influxo de dramas coreanos. A percepção geral dos coreanos no 2channel é negativa, e os membros do conselho costumam fazer referência a estereótipos dos coreanos, como o uso de cães na culinária coreana .
Existem alguns esforços para criar um entendimento mútuo e amizade entre pessoas em dois países a partir do diálogo, intercâmbio cultural e educação.

### Dentro da Coreia
Embora o plano norte-coreano de reunificação tenha falhado, as atitudes anti-norte-coreanas aumentaram na Coreia do Sul, quando comandos norte-coreanos executaram Lee Seung-bok, um menino sul-coreano de 9 ou 10 anos, quando Lee respondeu "Eu odeio comunistas".
O Bombardeio de Yeonpyeong foi citado pelo ex-embaixador da ONU Bill Richardson como "a crise mais séria na península coreana desde o armistício de 1953".

### Mongólia
Alguns homens sul-coreanos fazem viagens de turismo sexual para a Mongólia, muitas vezes como clientes de empresas sul-coreanas na Mongólia, o que também gerou um sentimento anticoreano entre os mongóis e é considerado responsável pelo número crescente de ataques a cidadãos sul-coreanos no país.

### Filipinas
Os sul-coreanos foram identificados como os principais violadores das leis de imigração, de acordo com o Escritório de Imigração das Filipinas.
A participação de soldados coreanos recrutados servindo sob a bandeira do Império Japonês na ocupação japonesa das Filipinas na Segunda Guerra Mundial fez com que alguns filipinos, especialmente os de gerações anteriores, associassem os coreanos às atrocidades cometidas durante a guerra.

#### #CancelKorea
Em setembro de 2020, a estrela filipina do TikTok Bella Poarch postou um vídeo dela dançando, no qual a bandeira do sol nascente do Japão podia ser vista tatuada em seu braço. Os coreanos invadiram a seção de comentários dizendo que a tatuagem era ofensiva e que ela deveria se desculpar e removê-la.
Junto com #CancelKorea, as hashtags #ApologizeToFilipinos incluindo #CancelRacism e # 한국 취소 (significando Cancelar Coreia, ou em Hanja: # 韓國 取消) também tendiam no Twitter, com usuários filipinos expressando sua raiva pelas zombarias e insultos.
A partir dessas desculpas, alguns filipinos sugeriram alterar a hashtag #CancelKorea para #CancelRacism. Alguns internautas filipinos pediram desculpas pelos comentários racistas feitos contra os coreanos durante a briga, usando a hashtag #SorryToKoreans e aceitando o pedido de desculpas.

### Antiga União Soviética
Durante a era da União Soviética, os coreanos étnicos no Extremo Oriente russo foram sujeitos a deportações sob a política de delimitação nacional, com a maioria dos coreanos se mudando para repúblicas soviéticas na Ásia Central.
De setembro a outubro de 1937, mais de 172.000 coreanos soviéticos foram deportados das regiões fronteiriças do Extremo Oriente russo para a SSR do Cazaquistão e a SSR do Uzbeque (esta última incluindo Karakalpak ASSR).

### Estados Unidos
A canção "Black Korea" do rapper Ice Cube, que mais tarde seria acusada de incitar o racismo, foi escrita em resposta à morte da afro-americana Latasha Harlins, de 15 anos, que foi baleada e morta pelo dono da loja coreano-americana Soon Ja Du em 16 de março de 1991, bem como a preponderância de mercearias coreanas em bairros principalmente de negros. O evento resultou no saque e destruição em massa de lojas de propriedade de coreanos-americanos em Los Angeles por grupos de jovens afro-americanos.

### Indonésia
Na Indonésia, o sentimento anticoreano emergiu nos anos 2000. O surgimento do sentimento anticoreano é causado por vários fatores, como cirurgia plástica e ateísmo na Coreia do Sul. Alguns indonésios chamam os coreanos de "plástico". Esse estereótipo surge devido à popularidade da cirurgia plástica na Coréia do Sul. Esse estereótipo se fortaleceu desde a morte do ex-membro do grupo musical Shinee, Jonghyun. Além disso, há suposições de que os amantes do drama coreano são infiéis e que o povo coreano sempre comete adultério.

### Itália
No início de 2020, uma importante escola de música italiana proibiu todos os alunos do Leste Asiático de frequentar as aulas devido ao medo do coronavírus, sendo os sul-coreanos a maior nacionalidade afetada. Além disso, alguns residentes sul-coreanos relataram medo de deixar suas casas em meio a crescentes incidentes de discriminação e zombaria, e outros consideraram deixar a Itália porque não podiam "ficar em um lugar que nos odeia".

### Israel
Por causa da pandemia de COVID-19, os turistas sul-coreanos foram instruídos a evitar locais públicos e permanecer isolados em seus hotéis. Os militares israelenses anunciaram sua intenção de colocar cidadãos sul-coreanos em quarentena em uma base militar. Muitos dos sul-coreanos restantes foram rejeitados pelos hotéis e forçados a passar noites no aeroporto Ben Gurion. Um jornal israelense posteriormente publicou uma reclamação coreana de que "Israel está tratando turistas [coreanos e outros asiáticos] como o Coronavírus". O ministro do Exterior sul-coreano, Kang Kyung-wha, descreveu a resposta de Israel como "excessiva".

### Alemanha
Muitos coreanos residentes na Alemanha relataram um aumento de incidentes anticoreanos após a eclosão do COVID-19, e a embaixada sul-coreana alertou seus cidadãos sobre o crescente clima de ódio que enfrentam. Como as suspeitas em relação aos coreanos estão crescendo, os locais também estão optando por evitar restaurantes coreanos, alguns dos quais relataram uma queda nas vendas de 80%.

### Países Baixos
A KLM, a companhia aérea do país, proibiu apenas os passageiros coreanos de usar seus banheiros em um de seus voos.
Mais de 150 expatriados coreanos entrevistados em uma pesquisa online indicaram que haviam experimentado um incidente xenófobo.

### Brasil
Apesar da popularidade da cultura pop sul-coreana no Brasil entre os jovens, como parte da onda coreana, um certo sentimento anticoreano persistiu e alguns incidentes anticoreanos ocorreram no Brasil. Em 15 de julho de 2017, o apresentador de televisão Raul Gil foi acusado de racismo e xenofobia ao fazer piadas estereotipando asiáticos, incluindo um gesto simulando ter olhos puxados e uma imitação pejorativa de um sotaque japonês durante uma entrevista ao vivo com o grupo de K-pop KARD. O incidente gerou repercussão e críticas negativas na imprensa brasileira e no exterior. Em 2019, um casal brasileiro publicou vários vídeos nas redes sociais zombando da comida e da língua coreana durante uma viagem à Coreia do Sul. O caso também trouxe repercussão negativa e duras críticas nas redes sociais.

## Termos depreciativos

### Em inglês
- Gook - um termo depreciativo para os asiáticos usado pela primeira vez pelos militares dos EUA contra os asiáticos do sudeste.[65] A etimologia desta injúria racial está envolta em mistério, desacordo e controvérsia. O Oxford English Dictionary admite que sua origem é "desconhecida".
- Kimchi - termo depreciativo para os coreanos, derivado do prato coreano de mesmo nome.[66]

### Em japonês
- Chon (チョン) - apelido vernáculo para coreanos, com conotações fortemente ofensivas.[67] Existem várias etimologias sugeridas; uma dessas etimologias é que é uma abreviatura de Chōsen (朝鮮), um termo japonês para a Coreia.[68]
- Kimchi yarō (キムチ野郎 / キムチ埜郞, Kimuchi yarō)  - literalmente "bastardo kimchi". Em 2003, o lutador de sumô mongol Asashōryū estava dando entrevistas a jornalistas quando chamou um jornalista coreano de "kimchi yarō", gerando polêmica.[69][70]
- Chōsenjin (朝鮮人, Chōsenjin)  - derivado do termo não depreciativo Chōsenjin (朝鮮人)  usado para descrever os coreanos de uma maneira neutra.[71] O termo, no entanto, acabou sendo usado de forma depreciativa contra o povo coreano.[72]